# Edward Thorndike
Edward Lee Thorndike (31. srpen 1874 – 9. srpen 1949) byl americký psycholog, průkopník behaviorismu, 9. nejcitovanější psycholog ve 20. století. Věnoval se především problematice učení (tzv. zákon účinku), při jeho zkoumání prováděl hodně testů se zvířaty, díky čemuž se stal průkopníkem etologie - jeho kniha Animal Intelligence z roku 1911 byla první prací v psychologii, jejímž předmětem nebyl člověk. Svou teorii fungování mysli, zejména ve vztahu k učení, nazýval konekcionismus. Ovlivnila především Burrhuse Frederica Skinnera při definování operantního podmiňování, a Clarka Hulla, který ji syntetizoval s teoriemi Pavlova. Zavedl pojmy sociální inteligence či haló efekt. Byl propagátorem eugeniky.